# Moszczenica (Zgierz)
Pour les articles homonymes, voir Moszczenica.
Moszczenica est une localité polonaise de la gmina et du powiat de Zgierz en voïvodie de Łódź.